# Kukenberk
Kukenberk este o localitate din comuna Trebnje, Slovenia, cu o populație de 40 de locuitori.